# Ранбір Сінґх
Ранбір Сінґх (*гінді महाराज रणबीर सिंह; 1830 — 12 вересня 1885) — 2-й магараджа Джамму та Кашміру в 1857—1885 роках.

## Життєпис
Походив з династії Джамвал (Догра). Третій син Гулаб Сінґха, магараджи Джамму та Кашміру, від його першої дружини махарані Раквал. Народився у серпні 1830 року в м. Рамгарх. Усиновлений своїм бездітним стрийком раджею Сучет Сінґхом, після смерті якого успадкував його джагіри й титул раджи. Здобув гарну освіту, знався на літературі, володів санскритом, фарсі і пушту.
1856 року через хворобу батька був призначений намісником трону й фактично здійснював управління державою. 1857 року після смерті Гулаб Сінґха став новим магараджею. Того ж року з початком Сипайського повстання грошима і харчами допомагав британським військам у Пенджабі. Також заборонив повсталим сипаям перетинати кордони свого князівства. Лише жінкам і дітям дозволив переселитися до Кашмірської долини. Потім спрямував війська на допомогу британській армії, що обложила Делі. В нагороду за це було укладено договір 1860 року, за яким магараджа здобув право всиновити свого родича з побічної гілки з правом спадкування князівства. Того ж року завершив розпочате його батьком - підкорення області Гілгіт-Балтистан.
1862 року магараджу було нагороджено орденом Зірки Індії (став великим командором) та надано право салюту на його честь у 21 гармату. Згодом став кавалером-компаньйоном ордена Індійської імперії.
До 1870 року змусив князівства Хунза і Нагар визнати зверхність Джамму та Кашміру з обов'язковою щомісячною даниною. Натомість магараджа став сплачувати тамтешнім правителям щорічні субсидії.
Заснував окремі відділи у справах закордонних справ, внутрішніх справ, цивільних справ та армії. Цивільні та кримінальні закони були записані та закріплені в «Кримінальному кодексі Ранбіра», якого дотримуються в індійській частині Джамму та Кашміру й сьогодні. Судова система була передана виконавчим службовцям. Були побудовані окремі в'язниці для політичних в'язнів.
1873 року відхилив пропозицію Томаса Берінга, віцекороля Індії, призначити британського резидента в Джамму та Кашмірі. При цьому посилався на Амритсарську угоду 1846 року, за яким князівство не було отримано від британців.
За наказом магараджі звели завод з виробництва шовку й збільшили виготовлення кашемірових шалей. Також Ранбір Сінґх сприяв розвитку торгівлі. Разом з тим нічого не змінив стосовно становища селян: було залишено монополію магараджі на володіння землею, поземельний податок в 50 % всього врожаю, не враховуючи ще 34 додаткових податків. Це зрештою 1877 року спричинило потужний голод, який тривав до 1879 року. Внаслідок цього померло близько 60 % населення князівства. Спроби поліпшити становище голодуючим виявилися невдалими, оскільки 1878 року зерно, яке було відправлено до найпостраждаліших поселень, було розкрадено місцевими чиновниками й потім продано за спекулятивними цінами.
1882 року звернувся до Джорджа Робінсона, віцекороля Індії, з проханням затвердити магараджею його третього сина Амар Сінґха, якого вважав найздібнішим. Помер 1885 року. Новий віцекороль Фредерік Гамільтон-Темпель-Блеквуд затвердив магараджею старшого сина померлого — Пратап Сінґха.

## Освітня діяльність
Активно цікавився перекладами творів. Було каталогізовано 5 тис. релігійних тексатів. Крім того, книги з медичних наук були перекладені на урду, догрі та гінді.
1860 року в храмі Рагхунатх у місті Джамму започаткував школи, де викладалися граматика, філософія, поезія, алгебра, евклідова геометрія та веди. Також тут було зібрано велику бібліотеку.
Сам магараджа став науковим співробітником Пенджабського університету, якому 1882 року пожертвував 100 тис. рупій.